# Мужчина, который мне нравится
«Мужчина, который мне нравится» (фр. Un homme qui me plaît) — французско-итальянский фильм с Жан-Полем Бельмондо и Анни Жирардо в главных ролях.

## Сюжет
Франсуаза (Анни Жирардо) — известная французская актриса. Она счастлива в браке, привлекательна и довольна своей жизнью. На съёмках фильма в Лос-Анджелесе она знакомится с композитором Анри (Жан-Поль Бельмондо), пишущим музыку к фильму. Анри — женатый во второй раз ловелас из Рима. Он легко заводит знакомства с женщинами и лжёт своей жене. Знакомство с Франсуазой для него поначалу не больше, чем очередная интрижка, но через два дня он чувствует, что хотел бы дольше быть с этой женщиной. Франсуаза тоже сначала не воспринимает всерьёз это случайное знакомство. Чтобы провести с ней больше времени, Анри откладывает свой отъезд сначала на день, потом ещё на четыре дня, и они отправляются в романтическое путешествие по Соединённым Штатам, во время которого влюблённость Франсуазы перерастает в любовь. Во время своего последнего телефонного разговора с мужем она признаётся ему в измене, зная, что потеряет его, так и не получив Анри, который на следующий день должен вернуться в Рим. За несколько часов до рейса Анри звонит ей и предлагает встретиться через десять дней в Ницце, обещая за это время договориться с женой о разводе. Вернувшись домой, счастливая Франсуаза уходит от мужа, и в назначенный день отправляется в аэропорт Ниццы встречать мужчину, ради которого она разрушила свою семью...

## В ролях
- Жан-Поль Бельмондо — Анри
- Анни Жирардо — Франсуаза
- Симона Ренан  — подруга Франсуазы
- Фэрра Фосетт — Патрисия